# Kokin wakashū
Kokin wakashū (jap. 古今和歌集; Zbiór poezji dawnej i współczesnej), w skrócie Kokinshū (jap. 古今集) – pochodząca z początku X wieku antologia arcydzieł japońskiej poezji dworskiej.

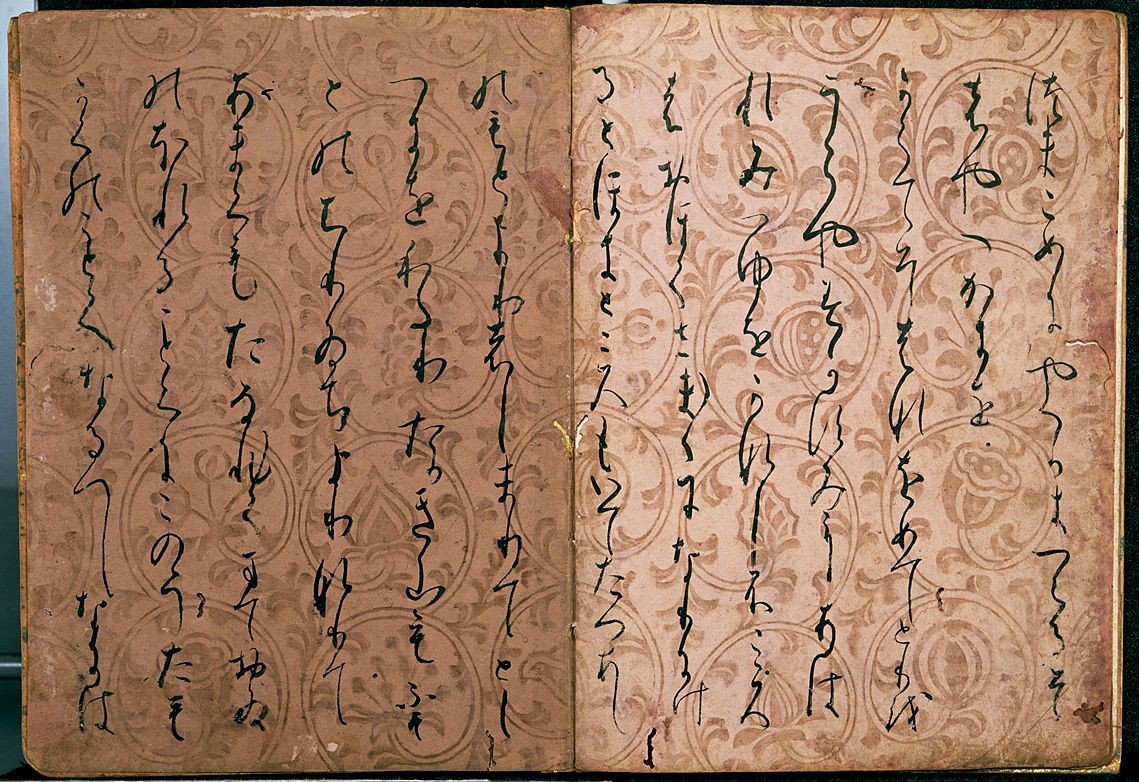
Fragment edycji Kokin wakashū z 1120 roku

Polecenie sporządzenia antologii wydał w 905 roku cesarz Daigo. Za jej skompilowanie odpowiedzialnych było czterech poetów: Ki no Tsurayuki, Ki no Tomonori, Ōshikōchi no Mitsune i Mibu no Tadamine, którzy ukończyli swoją pracę około 913–914 roku. Ki no Tsurayuki jest także autorem przedmowy do zbioru w języku japońskim (kanajo), będącej zarazem ważnym studium literackim i apologią poezji w stylu waka. Drugą przedmowę, w języku chińskim (manajo), napisał Ki no Yoshimochi.
Antologia podzielona jest na 20 ksiąg i zawiera 1111 wierszy, głównie w formie tanka. W skład zbioru wchodzą utwory 122 autorów: tzw. Sześciu Mistrzów Poezji (Rokkasen) z końca IX wieku oraz samych kompilatorów antologii i ich współczesnych. Poezje ułożone są tematycznie według motywów przewodnich takich jak pory roku, natura, miłość, podróże, uczucia.